# František Svátek
František Svátek (* 2. prosince 1945 Tábor) je český akademický sochař, restaurátor a vysokoškolský pedagog.

## Životopis
František Svátek se narodil 2. prosince 1945 v Táboře. V roce 1963 absolvoval Průmyslovou školu jaderné techniky v Praze, obor konstrukce jaderných zařízení. Po maturitě nastoupil do Výzkumného ústavu energetických zařízení v Brně. Po prvním semestru ale ze školy odešel a začal pracovat v ČKD. Následně nastoupil na SUPŠ sochařsko-kamenická v Hořicích. Později začal studovat pražskou AVU, kterou v roce 1973 úspěšně dokončil. Jeho oborem bylo sochařství a restaurátorství.
Po studiích společně se svou celoživotní partnerkou Barborou Blahutovou emigroval. V roce 1974 odešli do Říma, exil však získali následujícího roku v Německu. O dva roky později se jako stipendisté vrátili do Říma, kde restaurovali antické památky. Po návratu do Německa se František Svátek věnoval restaurování kamenných soch. V letech 1981 a 1982 vyučoval na univerzitě v Kasselu. V roce 1984 celou svou rodinu přesídlil do Itálie, kde pedagogicky působil v Centro Europeo per la Conservazione del Patrimonio Architettonico v Benátkách.
V roce 1999 se společně s Barborou Blahutovou vrátil do Čech. Společně žijí v jižních Čechách, v obci Vlastiboř nedaleko Soběslavi.

## Dílo
- 1988 Hydrokinetická skulptura pro budovu Shobido Tokyo Press, Tokio
- 1989–1994 Kinetická fontána, Spini, Robbiate, Itálie
- 1994 Kinetická fontána, Schienznach Dorf, Švýcarsko
- 1994 Kinetická fontána Tre Rombi, Perego Album, Rovagnate, Itálie
- 2001 Hydrokinetická skulptura, Enio Pescini s.r.l., Florencie-Signa, Itálie
- 2002 Kinetická fontána Kaskáda, Instaplast Zápy, Brandýs nad Labem
- 2002 Větrný objekt, Bílka (Milešovka)
- 2003 Kinetická fontána, Firma Roche, Praha
- 2005 Kinetická fontána Quadrifoglio, kavárna Louvre, Praha
- 2007 Kinetická fontána Pyramida, Krajský úřad Plzeň
- 2008–2009 Dvě kinetické fontány, Maitrea, Praha
- 2010 Kinetická fontána, Regenerační centrum, Hluboká nad Vltavou
- 2011 Fontána, Harmonie Třinec
- 2012 Kinetická fontána, Infraclima Zápy, Brandýs nad Labem
- 2013 Kinetická fontána, Muzeum fotografie a moderních obrazových medií, Jindřichův Hradec
- 2014 Socha Dobrého vojáka Švejka, obec Putim
- 2017 Kinetická fontána, Praha-Lysolaje
- 2018 Větrník, Park Botanica Praha-Jinonice
- 2019 Pomník Václava Dolejška, Park Mazanka Praha-Libeň
- 2021 Kinetická „Ptačí fontána“, Husitské muzeum v Táboře